# Parabel (Ort)
Parabel (russisch Парабе́ль) ist ein Dorf (selo) in der Oblast Tomsk in Russland mit 6096 Einwohnern (Stand 14. Oktober 2010).

## Geographie
Der Ort liegt etwa 320 km Luftlinie nordwestlich des Oblastverwaltungszentrums Tomsk im Westsibirischen Tiefland. Er befindet sich am rechten Mündungsarm (auch Poloi genannt) des namensgebenden Flusses Parabel etwa einen Kilometer oberhalb seiner Mündung in dort gut einen Kilometer breiten Ob. Je nach Wasserstand kann das Wasser des Ob durch diesen Arm auch in umgekehrter Richtung strömen, um dann durch den linken Mündungsarm abzufließen, der erst etwa 60 km Luftlinie nordwestlich beim benachbarten Rajonzentrum Kargassok in den Ob mündet.
Parabel ist Verwaltungszentrum des Rajons Parabelski sowie Sitz der Landgemeinde Parabelskoje selskoje posselenije. Zur Gemeinde gehören weiterhin die Dörfer Goleschtschichino (4 km nordwestlich), Kostarjowo (nordwestlich anschließend), Saosero (4 km westlich), Tolmatschowo (3 km westlich) und Wjalowo (3 km nordwestlich) sowie die unmittelbar südlich an Parabel anschließenden Dörfer Bugry und Suchuschino und die Siedlung Kirsawod.

## Geschichte
Der Ort entstand 1600 als eine der frühen russischen Ansiedlungen in der Region. Er wurde nach dem Fluss benannt, dessen Bezeichnung unklarer Herkunft (turksprachig oder (pra)uralisch) ist, aber auf keinen Fall Bezug auf das aus dem Altgriechischen abgeleitete Wort Parabel nimmt.
Seit 20. November 1935 ist Parabel Verwaltungssitz eines nach ihm benannten Rajons.

### Bevölkerungsentwicklung
| Jahr | Einwohner |
| ---- | --------- |
| 1939 | 1.747     |
| 1959 | 4.349     |
| 1970 | 4.538     |
| 1979 | 5.351     |
| 1989 | 6.944     |
| 2002 | 6.209     |
| 2010 | 6.096     |

Anmerkung: Volkszählungsdaten

## Verkehr
Südwestlich an Parabel vorbei verläuft die Regionalstraße 69K-12, die südlich von Kolpaschewo von der 69K-2 Tomsk – Kolpaschewo abzweigt und weiter nach Kargassok führt.
Am Westrand des Ortes befindet sich ein Flughafen (ICAO-Code UNLP), der seit den 1990er-Jahren außer Betrieb ist.